# 배드 앤 크레이지
《배드 앤 크레이지》는 2021년 12월 17일부터 2022년 1월 28일까지 방송된 tvN 금토드라마다.

## 기획의도
유능하지만 '나쁜 놈' 수열이 정의로운 '미친 놈' K를 만나 겪게 되는 인성회복 히어로 드라마

## 제작진

### 연출
- 유선동 : 영화 《Funking Finger》(감독), 영화 《샌드위치》(감독&제작&편집), 영화 《리피트 & 리미트》(주연), 영화 《VS》(미술&편집&감독&각본&제작), 영화 《아라한 장풍대작전》(각본), 영화 《미스터 주부퀴즈왕》(각본&감독), 영화 《고사 두 번째 이야기: 교생실습》(각색&감독), 드라마 《뱀파이어 검사 2》(연출), 영화 《내 심장을 쏴라》(각본), 영화 《무수단》(각색), 영화 《0.0MHz》(각본&감독). OCN 토일드라마 《경이로운 소문》(연출 및 13회 집필) 등 연출

### 극본
- 김새봄 : 영화 《이빨 두 개》(각본), 영화 《시선 너머》(각본), 영화 《순정만화》(각본), OCN 토일드라마 《경이로운 소문》(14~16회 집필) 등 집필

## 등장 인물

### 주요 인물
- 이동욱 : 류수열(인재희) 역 (아역 남도윤) - 문양경찰청 반부패수사계 2팀 팀장, 경감
- 위하준 : K 역 - 류수열의 또 다른 자아
- 한지은 : 이희겸 역 - 문양경찰청 마약범죄수사대 마약범죄수사계 1팀, 경위
- 차학연 : 오경태 역 - 소향파출소 순경 → 마약범죄수사계

### 류수열의 주변 인물
- 강애심 : 서승숙 역 - 동열과 수열의 어머니
- 김대곤 : 류동열 역 (아역 박선후) - 수열의 형
- 임기홍 : 도유곤 역 - 문양지역 국회의원
- 최광제 : 염근수 역 - 전 정신과 전문의, 심리상담소 마음수리공 운영

### 문양경찰청

#### 반부패수사계
- 성지루 : 곽봉필 역 - 계장
- 차시원 : 양재선 역 - 2팀 경위, 수열의 파트너

#### 마약범죄수사대 마약범죄수사계 1팀
- 이화룡 : 김계식 역 - 팀장
- 신주환 : 허종구 역 - 팀원, 희겸의 동료
- 조동인 : 정찬기 역 - 팀원, 희겸의 동료

#### 강력계
- 이상홍 : 도인범 역 - 형사, 유곤의 사촌동생

### 마약조직
- 김히어라 : 용 사장 역 - 마약조직 수장
- 원현준 : 안드레이 역 - 용사장의 수하

### 그 외 인물
- 정윤석 : 정윤호 역 - 주혁의 어린시절[1]
- 이승헌 : 김경준 역 - 마약범죄수사계 1팀 팀원
- 이주현 : 탁민수 역
- 박세준 : 남은석 역
- 이서안 : 정윤아 역
- 임성재 : 마 사장 역
- 김정훈 : 정일수 역
- 박선주 : 도유곤의 아내 역
- 최정인 : 양재선의 아내 역
- 이경욱 : 심상호 역
- 정성일 : 신주혁 역
- 박서연 : 백영주 역
- 장남부 : 성복준 역
- 전준우 : 사건 담당 변호사 역
- 박민상 : 심정훈 역
- 김용한 : 심수훈 역 - 심정훈의 형
- 이서 : 기소연 역
- 김현목 : 공진우 역
- 양대혁 : 박성관 역
- 신주협 : 우혁진 역

## 시청률
최저 시청률과 최고 시청률은 시청률 조사회사와 지역별로 시청률에 차이가 있을 수 있습니다.
| 2021년 | 2021년    | 2021년         | 2021년       | 2021년 |
| 회차   | 방송일    | AGB 시청률     | AGB 시청률   |        |
| 회차   | 방송일    | 대한민국(전국) | 서울(수도권) |        |
| ------ | --------- | -------------- | ------------ | ------ |
| 1화    | 12월 17일 | 4.473%         | 4.769%       |        |
| 2화    | 12월 18일 | 3.686%         | 4.202%       |        |
| 3화    | 12월 24일 | 3.747%         | 4.325%       |        |
| 4화    | 12월 25일 | 3.134%         | 3.579%       |        |
| 5화    | 12월 31일 | 3.398%         | 3.683%       |        |
| 2022년 |           |                |              |        |
| 6화    | 1월 1일   | 2.617%         | 3.032%       |        |
| 7화    | 1월 7일   | 3.477%         | 3.619%       |        |
| 8화    | 1월 8일   | 3.098%         | 3.521%       |        |
| 9화    | 1월 14일  | 3.389%         | -            |        |
| 10화   | 1월 21일  | 2.811%         | 3.106%       |        |
| 11화   | 1월 22일  | 2.390%         | 2.825%       |        |
| 12화   | 1월 28일  | 2.841%         | 2.830%       |        |

## 결방
- 2022년 1월 15일 : 하나은행 초청 남자 축구 국가대표팀 친선경기 생중계 여파로 인하여 결방

## 같이 보기
- 대한민국의 텔레비전 드라마 목록 (ㅂ)
- 2021년 대한민국의 텔레비전 드라마 목록